# 胜境街道 (富源县)
胜境街道，是中华人民共和国云南省曲靖市富源县下辖的一个街道办事处。
2013年10月20日，云南省人民政府批复同意撤销中安镇，设立中安街道、胜境街道。
2014年3月3日，云南省人民政府批复同意将后所镇洗洋塘村调整归胜境街道管辖。

## 行政区划
胜境街道下辖以下地区：
外山口社区、后所煤矿社区、四屯村、迤山口村、多乐村、海田村、青石村、硐上村、腰站村和洗洋塘村。